# アバカル・シラ
ルバドゥ・アバカル・シラ（フランス語: Loubadhe Abakar Sylla、2002年12月25日 - ）は、コートジボワール・ヤムスクロ出身のサッカー選手。RCストラスブール所属。コートジボワール代表。ポジションはDF。

## クラブ歴
2020年にクラブ・ブルッヘの下部組織に加入。2022年5月11日のベルギー・ファースト・ディビジョンAの試合でスタンリー・エンソキに代わって投入されて選手初出場を記録した。同年9月7日にはUEFAチャンピオンズリーグ 2022-23 グループリーグのバイエル・レバークーゼン戦に出場し、UEFA主催試合初出場、この試合で唯一となる得点をあげてクラブの勝利の立役者となった。

## 代表歴
2022年9月27日に行われたギニア代表との親善試合でコートジボワール代表初出場を記録した。

## 物議
2022-23シーズン開幕前、翌シーズンのホームユニフォーム発表前日にInstagramに新ユニフォームを着用している画像を投稿してしまった。その後削除したものの、既に画像は出回ってしまった後であった。